# Янкулешть (Джурджу)
Янкулешть, Янкулешті (рум. Ianculești) — село у повіті Джурджу в Румунії. Входить до складу комуни Стоєнешть.
Село розташоване на відстані 35 км на південний захід від Бухареста, 26 км на північ від Джурджу.

## Населення
За даними перепису населення 2002 року у селі проживали 296 осіб, усі — румуни. Усі жителі села рідною мовою назвали румунську.